# Языковая личность
Языкова́я ли́чность — любой носитель того или иного языка, охарактеризованный на основе анализа произведённых им текстов с точки зрения использования в этих текстах системных средств данного языка для отражения ви́дения им окружающей действительности и для достижения определённых целей в этом мире. Также наименование комплексного способа описания языковой способности индивида, соединяющего системное представление языка с функциональным анализом текстов.

## История термина
Термин впервые появился в книге немецкого языковеда Й. Л. Вайсгербера «Родной язык и формирование духа» 1927 года. В своём понимании языка он делал акцент на коллективизм. По его мнению, язык является наиболее всеобщим культурным достоянием; никто не владеет языком только благодаря собственной языковой личности, а, наоборот, человек владеет им благодаря тому, что принадлежит к определённому языковому сообществу.
В отечественной науке термин был впервые употреблён В. В. Виноградовым в работе «О художественной прозе» (1930). Он анализировал литературные произведения как с точки зрения читателя, так и автора. При этом изучение позиции автора он считал уделом только исследователя, который как бы становится на место автора и основной категорией такого анализа становится образ автора, отчуждаемый от структуры произведения, который включается в контекст его творчества в целом, стиля, школы, метода и т. д. Читатель же ставит себя на место героев произведения, сопереживает им и воспринимает их как реальных людей. Из этого он заключает, что образ автора — категория исследовательская, а художественный образ — читательская. Сам учёный, однако, изучал обе эти категории.
Тем не менее несмотря на то, что учёные употребляли термин, они не дали ему научного определения. Произошло это только в 1980-х годах в работах Г. И. Богина и Ю. Н. Караулова. Именно они и занялись вплотную данным термином.

## Уровни языковой личности
В психологии и в повседневной жизни, говоря о личности, мы выдвигаем на первый план когнитивные аспекты человека, то есть его эмоциональные характеристики и волю, а не интеллектуальные способности. Однако в случае с языковой личностью ситуация обратная. Однако сделать обоснованные выводы об интеллектуальных свойствах человека можно не на всех уровнях владения языком, в связи с чем Ю. Н. Караулов выделил три уровня владения языком:
- Нулевой уровень (структурно-языковой, семантический) — уровень ординарной языковой семантики: «как пройти», «хорошая погода» и т. д. Этот уровень языка является нулевым для личности и довольно бессодержательным, поскольку обычно не позволяет проявить индивидуальность (иногда можно констатировать нестандартность вербальных ассоциаций, но это ещё не даёт полного представления о более сложных уровнях языковой личности). Однако этот уровень является необходимой предпосылкой для её становления и функционирования. Обычно рассматривается только если речь идёт о втором для человека языке.
- Первый уровень (лингво-когнитивный) — выявление, установление иерархии смыслов и ценностей в картине мира личности. Тут важно отметить, что единой картины мира, даже в рамках одного языка, быть не может. Завершённое, непротиворечивое мировоззрение возможно только в рамках установления иерархии смыслов и ценностей для отдельной личности. Однако личное мировоззрение формируется не в вакууме, а на основе национально-культурных традиций, ценностей, идеологий, которые делают возможным создание общезначимой доминанты, инвариантной части. Таким образом, первый уровень изучения языковой личности, опирающийся на совокупность порождённых ею текстов необыденного содержания, предполагает вычленение и анализ переменной, вариативной части в её картине мира, которая является уникальной для данной личности. Этого можно достичь лишь при условии, что базовая, инвариантная часть картины мира, единая и общая для целой эпохи, исследователю известна, хотя, конечно, такое деление на стабильную и переменчивую части мировоззрения является весьма условным.
- Второй — выявление и характеристика мотивов и целей, движущих развитие языковой личности, её поведение, создание её текстов и собственно формирование иерархии смыслов и мировоззрения в целом.

Уровни языковой личности связаны между собой, однако прямой зависимости тут нет; для объективных заключений необходимо проводить детальный и беспристрастный анализ на каждом из уровней.

## Описание языковой личности
Полное описание языковой личности в целях её анализа или синтеза предполагает:
- характеристику семантико-строевого уровня её организации (то есть либо исчерпывающее его описание, либо дифференциальное, фиксирующее лишь индивидуальные отличия и осуществляемое на фоне усреднённого представления данного языкового строя);
- реконструкцию языковой модели мира, или тезауруса данной личности на основе произведенных ею текстов или на основе специального тестирования;
- выявление её жизненных или ситуативных доминант, установок, мотивов, находящих отражение в процессах создания текстов и их содержании, а также в особенностях восприятия чужих текстов.

## Критика
В. Л. Краев считает сочетание «языковая личность» терминологически неудачным, соответствующим стадии «общей неопределенности» исследовательского процесса. Термин также критикуется В. А. Чудиновым, который считает термин речевой избыточностью, поскольку, по его мнению, личность не может быть «безъязыкой», так как формируется она именно в процессе социализации, которая не может происходить без освоения языка.